# Isis-Sopdet
Isis-Sopdet verknüpfte als eigene Gottheit in der ägyptischen Mythologie die Eigenschaften von Isis, Sopdet, Maat und Hathor.

## Bedeutung im Neuen Reich

Morgendämmerung

Erstmals ist Isis-Sopdet im Neuen Reich belegt und wird zunächst ikonografisch als stehende Göttin mit Sonnenscheibe dargestellt, über der sich die Doppelfederkrone und zwei zusätzliche Straußenfedern befinden. 
Sie gilt auch als Göttin der westlichen Kapelle von Heliopolis und führt unter anderem die Titel: „Die Wasserspendende“ sowie „Schutzgöttin der beiden Länder“. 
Besondere Erwähnung findet ihre Funktion als Göttin der Nilschwemme: „Sie geht am ersten Tag des neuen Jahres in der Morgendämmerung auf. Als Verkünderin teilt sie die Termine der Sedfeste und die Jahre des Königs mit. Sie bestimmt und nennt den Zeitpunkt der Nilschwemme.“

## Kult zur Ptolemäer-Zeit
In der griechisch-römischen Zeit wird ihr zu Beginn von den Ptolemäern ein weiterer Titel zugeordnet: „Schutzherrin des Osiris“. Ikonografisch erscheint Isis-Sopdet nun mit Hathorkrone und der Thronhieroglyphe, die schützend Osiris umfasst. Im Rahmen der Osiris-Mysterien nimmt sie eine Sonderstellung ein. Im weiteren Verlauf übernimmt sie bei den Feierlichkeiten des Kikellia-Festes die Funktion der „Wasserspenderin, die Osiris zu neuem Leben erweckt.“  
Der schon vorher im Mittelmeerraum vorhandene Isis-Kult erfährt durch die Hervorhebung von Isis als Gattin des Serapis unter Ptolemaios III. eine weitere Aufwertung und lässt sie durch die Verschmelzung mit Isis-Sopdet in der Folgezeit als Universalgöttin erscheinen. Ihre Popularität übertrifft ab etwa 235 v. Chr. die von Serapis. 